# Бат Сити
«Бат Сити» (англ. Bath City Football Club) — английский полупрофессиональный футбольный клуб из города Бат, графство Сомерсет, Юго-Западная Англия. Основан в 1889 году. Домашние матчи проводит на стадионе «Твертон Парк». Клуб никогда не выступал в Футбольной лиге Англии (в четырёх высших дивизионах английского футбола).
В настоящее время выступает в Южной Национальной лиге, шестом по значимости дивизионе в системе футбольных лиг Англии.

## Достижения
- Южная Национальная лига
  - Победитель плей-офф: 2009/10
- Южная лига
  - Победитель: 1959/60, 1977/78, 2006/07
  - Второе место: 1929/30, 1932/33, 1961/62, 1989/90, 2005/06
- Западная лига
  - Победитель: 1933/34
  - Второе место: 1913/14, 1934/35
- Западная лига Второй дивизион
  - Победитель: 1928/29
- Кубок Южной лиги
  - Победитель: 1978/79
  - Финалист: 1949/50, 1958/59
- Трофей Чемпионшипа
  - Победитель: 1978/79
- Англо-итальянский кубок
  - Финалист: 1976/77, 1977/78
- Премьер кубок Сомерсета (21)
  - Победитель: 1929/30, 1933/34, 1935/36, 1951/52, 1952/53, 1957/58, 1959/60, 1965/66, 1967/68, 1969/70, 1977/78, 1980/81, 1981/82, 1983/84, 1984/85, 1985/86, 1988/89, 1989/90, 1993/94, 1994/95, 2007/08

## Рекорды клуба
- Высшая позиция в лиге: 4-е место в Национальной конференции 1984/85
- Лучшая относительная позиция в лиге: 1 в Южной лиге 1959/60 и 1977/78 (пятый уровень старой пирамиды футбольных лиг Англии)
- Лучшее выступление в Кубке Англии: 3-й раунд, переигровка, 1963/64 и 1993/94
- Лучшее выступление в Трофее ФА: Полуфинал, 2014/15